# Stefan Krook (seglare)
Stefan Krook, född 1 oktober 1950 i Göteborg, är en svensk seglare.
Han seglade för Göteborgs KSS. Han blev världsmästare i Soling 1970 och olympisk silvermedaljör i München 1972, samt Europamästare 1975.

## Meriter
- Guld i VM i soling 1970
- Silver i OS i soling 1972
- Brons i VM i soling 1973
- Guld i EM i soling 1975
- Brons i VM i Soling 1979